# Mops sarasinorum
Mops sarasinorum é uma espécie de morcego da família Molossidae. Pode ser encontrada na Indonésia e Filipinas.